# Zamora (Michoacán)
Zamora és un municipi de l'estat de Michoacán. Zamora és el cap de municipi i principal centre de població d'aquesta municipalitat. Aquest municipi és a la part sud de l'estat de Michoacán de Ocampo. Limita al nord amb els municipis de Cotija, al sud amb Zinapecuaro, a l'oest amb Santa Clara i a l'est amb Chavinda.